# Pointe Dupuy
Pour les articles homonymes, voir Dupuy.
La pointe Dupuy est un cap de Guadeloupe dans le Parc national de la Guadeloupe. 

## Géographie
Il se situe à l'est du port de Morne Rouge et forme avec la pointe Granger, l'anse Bésia,.
A partir de la pointe Granger jusqu'à la rivière Salée, la côte est couverte de palétuviers.

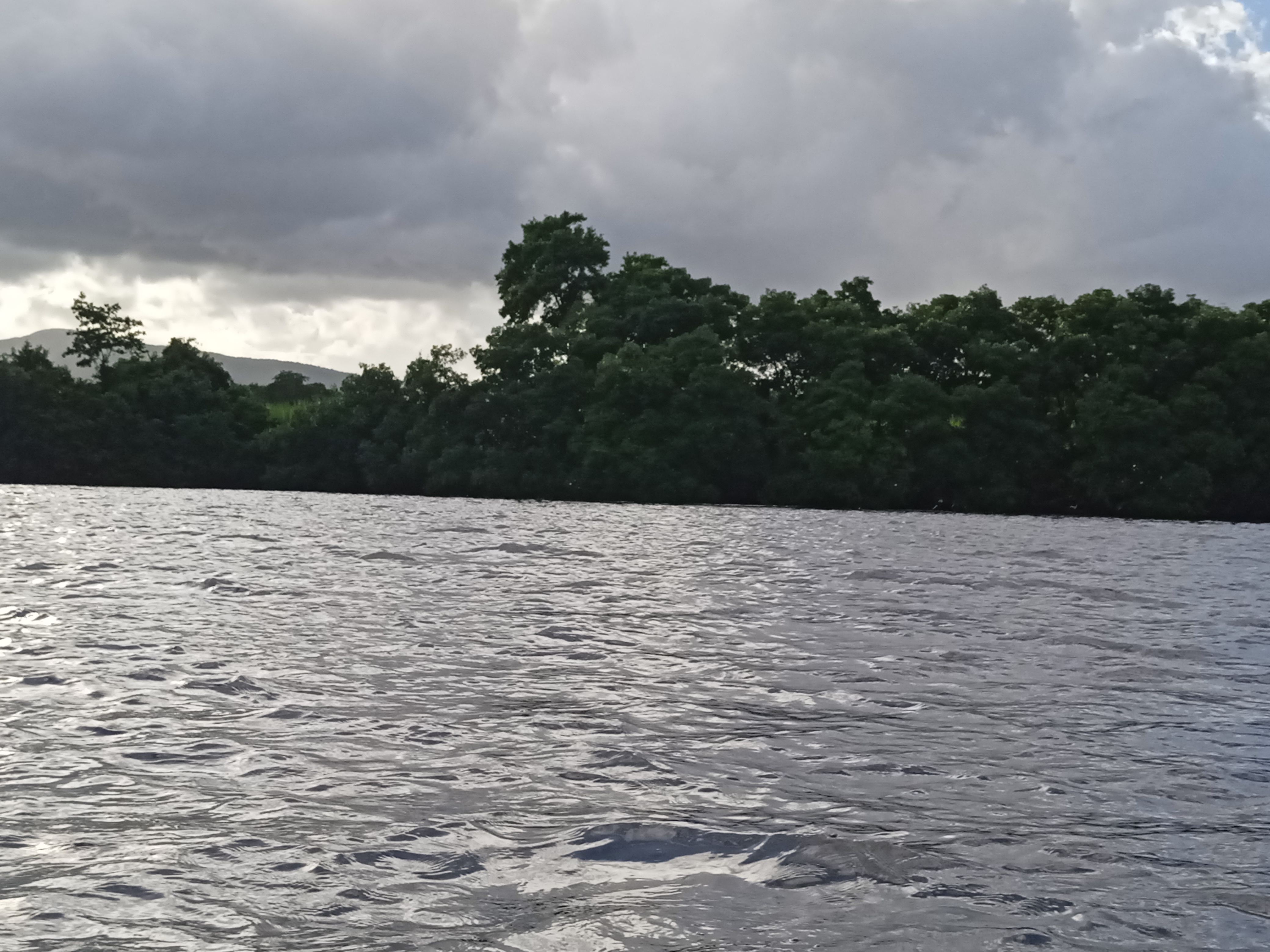
Anse Bésia.
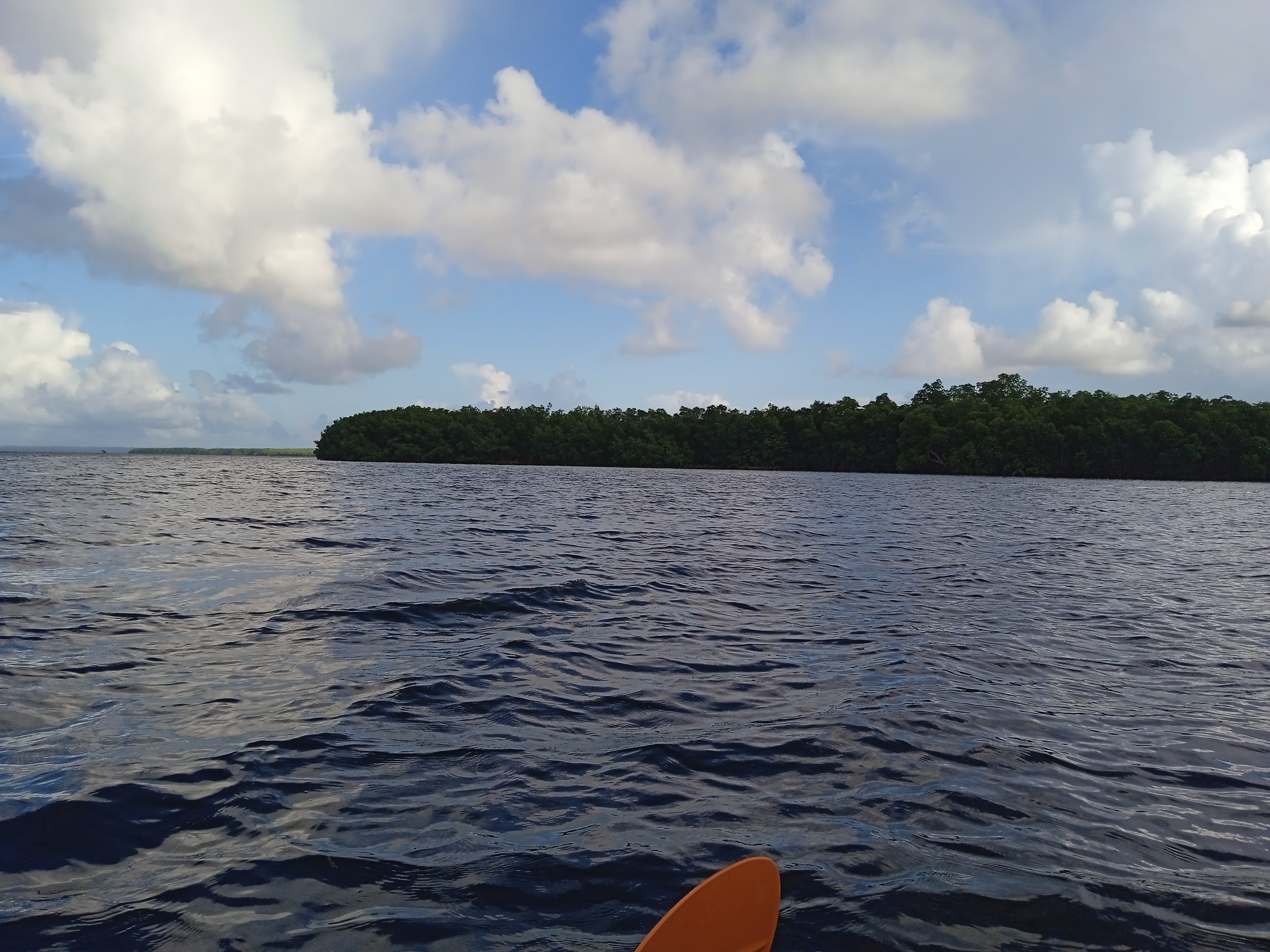
A proximité de la pointe Dupuy.
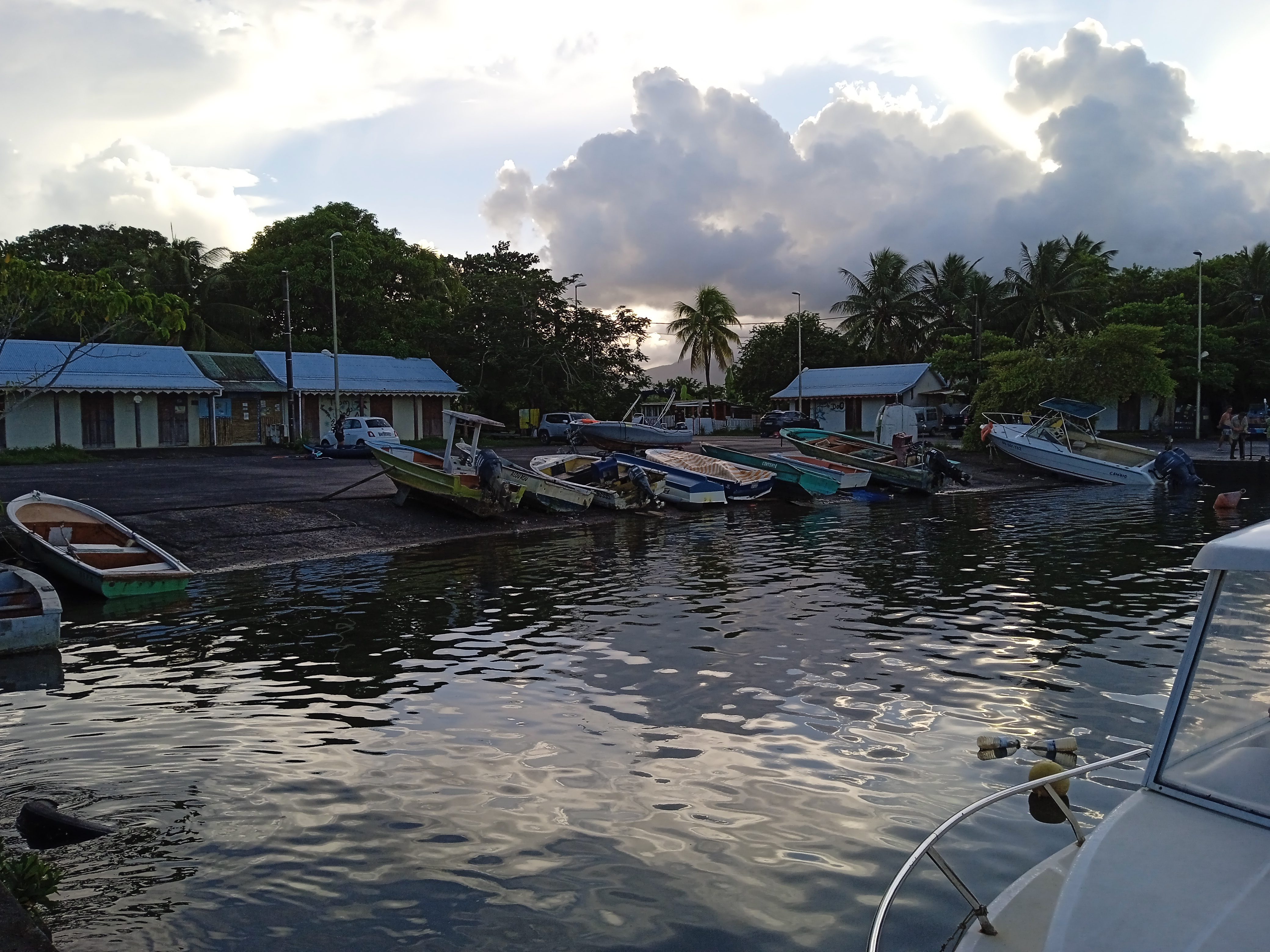
Port de Morne-Rouge.